# Могучие рейнджеры: Мегафорс

Логотип второго сезона

Могучие рейнджеры: Мегафорс (англ. Power Rangers Megaforce) — двадцатый, юбилейный сезон популярного американского телесериала «Могучие рейнджеры», основанный на тридцать четвёртом сезоне японского телесериала «Super Sentai». «Небесный Отряд — Госейджеры», Вышел на экраны 2 февраля 2013 года.
15 февраля 2014 года стартовало продолжение — «Могучие Рейнджеры: Супер Мегафорс», являющееся двадцать первым сезоном сериала «Могучие рейнджеры», основанный на тридцать пятом, юбилейном сезоне японского телесериала «Super Sentai». «Отряд пиратов — Гокайджеры», Сериал шёл на канале Nickelodeon.

## Сюжет

### Мегафорс
Когда злые пришельцы атакуют Землю, сверхъестественный страж Госэй, назначенный для защиты Земли Зордоном, и его верный помощник-робот Тенсу набирают пять подростков с отношением к борьбе с вторгшимися силами. Оснащенные силами, которые дают им власть над боевыми искусствами и другими формами боя, подростки превращаются в новых чемпионов добра: Могучих Рейнджеров «Мегафорс».

### Супер Мегафорс
Во втором сезоне «Супер Мегафорс», когда инопланетная Армада во главе с Принцем Векаром — братом Врака — планирует вторгнуться на Землю, Госэй дает Мега Рейнджерам новые Морферы и специальные ключи, что позволит им стать Супер Мега Рейнджерами, а также наделяет их силой превращаться в любых прошлых «Легендарных» Могучих Рейнджеров. Со временем, благодаря своим добродетелям и боевому духу, они открывают различные мегазорды прошлых рейнджеров (попутно встречая нескольких). Инопланетянин по имени Орион, чей родной мир был разрушен Армадой, затем присоединяется к их рядам как Серебряный рейнджер и получает Силу Легендарного Шестого Рейнджера вместе с Робо-Найтом. Позже, в битве с самыми мощными машинами зла, уничтожаются Мегазорды Рейнджеров, а также выходят из строя их Легендарные Зорды. После этого Трой и Орион входят на корабль отца Врака и Принца Векара — Императора Мавро, сражаются с ним и высвобождают силу корабля, которая уничтожает все остальные корабли Армады. Позже им обоим удается уничтожить Мавро, а затем они возвращаются на Землю. Затем рейнджеры обнаруживают, что тысячи Икс-Боргов, бесчисленных солдат Армады, были выпущены на них. В этот момент им помогают все Легендарные Рейнджеры, чьими Силами, Мега Рейнджеры пользовались на протяжении всего сериала. Вместе все рейнджеры уничтожают Икс-Боргов, спасая Землю от разрушения.

## Персонажи

### Рейнджеры
- Трой Берроус — Красный Мега Рейнджер / Супер Мега Рейнджер. Роль играет Эндрю Грэй.
- Эмма Гудолл — Розовый Мега Рейнджер / Супер Мега Рейнджер. Роль играет Кристина Мастерсон.
- Джейк Холлинг — Чёрный Мега Рейнджер / Зелёный Супер Мега Рейнджер. Роль играет Азим Ризк.
- Джиа Моран — Жёлтый Мега Рейнджер / Супер Мега Рейнджер. Роль играет Сиара Ханна.
- Ной Карвер — Синий Мега Рейнджер / Супер Мега Рейнджер. Роль играет Джон Марк Лаудермилк.
- Робо-Найт — таинственный роботизированный рыцарь, который был создан Госэем столетия назад с единственной целью — защиты окружающей среды Земли. Роль озвучивает Крис Ауэр.
- Орион — Серебряный Супер Мега Рейнджер. Роль играет Кэмерон Джебо.

### Союзники
- Госэй — древний страж Земли и ученик Зордона. Роль озвучивает Джефф Долан.
- Тенсу — робот-ассистент Госэя. Роль озвучивает Эстевес Гиллеспи.
- Эрни — владелец кафе «Ernie’s BrainFreeze». Роль играет Шайлеш Праджапати.
- Мистер Берли — преподаватель естественных наук в средней школе округа Харвуд. Роль играет Ян Харкорт.

#### Легендарные Рейнджеры
- Томми Оливер — живая легенда среди Могучих Рейнджеров. Ранее был Зелёным Рейнджером, Белым Рейнджером, Красным Зео Рейнджером, Красным Турбо Рейнджером и Чёрным Дино Рейнджером. Роль играет Джейсон Дэвид Фрэнк.
- Теодор Джей «Ти Джей» Джарвис Джонсон — Синий Космический Рейнджер и второй Красный Турбо Рейнджер. Роль играет Сэлвин Уорд.
- Кэсси Чен — Розовый Космический Рейнджер и второй Розовый Турбо Рейнджер . Роль играет Патрисия Ли.
- Лео Корбетт — Красный Галактический Рейнджер. Роль играет Дэнни Славин.
- Дэймон Хендерсон — Зелёный Галактический Рейнджер. Роль играет Реджи Ролл.
- Карон — второй Розовый Галактический Рейнджер и бывшая Астронема. Роль играет Мелоди Перкинс.
- Картер Грейсон — Красный Скоросвет-Рейнджер. Роль играет Шон Св Джонсон.
- Дана Митчелл — Розовый Скоросвет-Рейнджер. Роль играет Элисон МакИннис.
- Уэсли  «Уэс» Коллинз — Красный Рейнджер Времени. Роль играет Джейсон Фаунт.
- Кейси Роудс — Красный Рейнджер Ярости Джунглей. Роль играет Джейсон Смит.
- Джейден Шиба — Красный Рейнджер-Самурай. Роль играет Алекс Хартмен.
- Майк — Зелёный Рейнджер-Самурай. Роль играет Гектор Дэвид-младший.
- Эмили — Жёлтый Рейнджер-Самурай. Роль играет Британни Энн Пиртл.

### Антагонисты

#### Инсектоиды
- Адмирал Малкор — глава Инсектоидов. Роль озвучивает Кэмпбелл Кули.
- Крипокс — 1-й лейтенант и напарник адмирала Малкора. Роль озвучивает Марк Митчинсон.
- Врак — хитрый и коварный представитель инопланетного дворянства, посланный своим отцом, Императором Мавро служить военным советником Инсектоидов. Роль озвучивает Джейсон Худ.
- Лугисы — основные пехотинцы Инсектоидов.
- Зомбаты — одноглазые роботы-летучие мыши. Используются для увеличения монстров.

#### Токсичные мутанты
- Бигс — слизистый червеподобный мутант, который имеет чрезмерно тупую и радостную личность. Роль озвучивает Чарли Макдермотт.
- Блюфур — короткошерстный мутант с тематикой снежного человека с функциями тарантула. Роль озвучивает Джей Саймон.

#### Роботы
- Металл Элис — робот-помощница Врака. Роль озвучивает Софи Хендерсон.

#### Армада
- Император Мавро  — император Армады, отец Врака и Векара, верховный правитель её армии, а также хороший друг Адмирала Малкора. Роль озвучивает Майк Дрю.
- Принц Векар — старший брат Врака, старший сын императора Мавро, и главарь основного флота Армады. Роль озвучивает Стивен Баттерворт.
- Посланник — специальный посланник и разведчик Армады. Роль озвучивает Эндрю Лейнг.
- Дамарас — генерал, который работает на Принца Векара и получил приказ императора Мавро не допустить, чтобы с ним что-нибудь случилось. Роль озвучивает Джон Ли.
- Аргус — робот и самый верный слуга Принца Векара, выступающий его личным телохранителем. Роль озвучивает Марк Райт.
- Левира — научно-технический специалист Армады. Роль озвучивает Ребекка Парр.
- Икс-Борги — роботизированные солдаты Армады.
- Брузеры — усиленные солдаты Армады. Вооружены вмонтированными в руки бластерами.
- Королевская Стража — усиленная версия Брузеров, предназначенная для сопровождения высокопоставленных лиц Армады. Вооружены алебардами.

## Интересный факт
- Аналогично Зордам Мегафорс (в первой половине сериала) в мультсериале «Флинт — детектив во времени» объединялись Кардианы, с той лишь разницей, что Кувалда (жёлтый Кардиан) образовывал обе ноги, а розовый и синий Кардианы образовывали правую и левую руки соответственно.

## Эпизоды

### Могучие Рейнджеры: Мегафорс (2013)
| № общий | № в сезоне | Название                                                           | Режиссёр        | Автор сценария                    | Дата премьеры    |
| ------- | ---------- | ------------------------------------------------------------------ | --------------- | --------------------------------- | ---------------- |
| 746     | 1          | «Мега Миссия» «Mega Mission»                                       | Джонатан Тзачер | Джеймс В. Бейтс                   | 2 февраля 2013   |
| 747     | 2          | «Всё во имя науки» «He Blasted Me with Science»                    | Джонатан Тзачер | Дэвид МакДермотт                  | 9 февраля 2013   |
| 748     | 3          | «Эпидемия» «Going Viral»                                           | Джонатан Бру    | Марк Хэндлер                      | 16 февраля 2013  |
| 749     | 4          | «Ещё один Рейнджер» «Stranger Ranger»                              | Джонатан Бру    | Сет Уолтер                        | 23 февраля 2013  |
| 750     | 5          | «Вместе мы устоим» «United We Stand»                               | Джонатан Бру    | Джилл Доннеллан                   | 2 марта 2013     |
| 751     | 6          | «Гармония и разлад» «Harmony and Dizchord»                         | Джеймс Барр     | Сет Уолтер                        | 9 марта 2013     |
| 752     | 7          | «Чья очередь плакать?» «Who's Crying Now?»                         | Джонатан Тзачер | Сет Уолтер                        | 16 марта 2013    |
| 753     | 8          | «Рыцарь-робот» «Robo Knight»                                       | Джонатан Тзачер | Марк Хэндлер                      | 30 марта 2013    |
| 754     | 9          | «Принц против Рыцаря» «Prince Takes Knight»                        | Джонатан Тзачер | Дэвид МакДермотт и Сет Уолтер     | 6 апреля 2013    |
| 755     | 10         | «Человек и машина» «Man and Machine»                               | Джон Лэйн       | Сет Уолтер                        | 7 сентября 2013  |
| 756     | 11         | «Ультра Сила» «Ultra Power»                                        | Джон Лэйн       | Джим Перонто                      | 14 сентября 2013 |
| 757     | 12         | «Кто смеётся последним?» «Last Laugh»                              | Джон Лэйн       | Джилл Доннеллан                   | 28 сентября 2013 |
| 758     | 13         | «Пожиратель снов» «Dream Snatcher»                                 | Юдзи Ногучи     | Джилл Доннеллан и Джеймс В. Бейтс | 5 октября 2013   |
| 759     | 14         | «Госей Алтимейт» «Gosei Ultimate»                                  | Юдзи Ногучи     | Марк Хэндлер                      | 12 октября 2013  |
| 760     | 15         | «В поднятом настроении» «Raising Spirits»                          | Джеймс Барр     | Джим Перонто                      | 19 октября 2013  |
| 761     | 16         | «Человеческий фактор» «The Human Factor»                           | Юдзи Ногучи     | Дэвид МакДермотт                  | 26 октября 2013  |
| 762     | 17         | «Робот Рико» «Rico the Robot»                                      | Юдзи Ногучи     | Джилл Доннеллан                   | 2 ноября 2013    |
| 763     | 18         | «Оставаться на трассе» «Staying on Track»                          | Джеймс Барр     | Джим Перонто                      | 9 ноября 2013    |
| 764     | 19         | «Человеческая природа» «The Human Condition»                       | Джеймс Барр     | Дэвид МакДермотт                  | 16 ноября 2013   |
| 765     | 20         | «Посланник» «The Messenger»                                        | Джон Лэйн       | Марк Хэндлер                      | 23 ноября 2013   |
| 766     | 21         | «Решающая схватка» «End Game»                                      | Джон Лэйн       | Сет Уолтер                        | 30 ноября 2013   |
| 767     | 22         | «Робот-рыцарь перед Рождеством» «The Robo Knight Before Christmas» | Джеймс Барр     | Джеймс В. Бейтс                   | 7 декабря 2013   |

### Могучие Рейнджеры: Супер Мегафорс (2014)
| № общий | № в сезоне | Название                                                                          | Режиссёр        | Автор сценария             | Дата премьеры    | Зрители в США (млн) |
| ------- | ---------- | --------------------------------------------------------------------------------- | --------------- | -------------------------- | ---------------- | ------------------- |
| 768     | 1          | «Супер Мегафорс» «Super Megaforce»                                                | Джеймс Барр     | Джеймс В. Бейтс            | 15 февраля 2014  | 2,14                |
| 769     | 2          | «Земля не сдаётся» «Earth Fights Back»                                            | Джеймс Барр     | Джилл Доннеллан            | 22 февраля 2014  | 1,90                |
| 770     | 3          | «Легенда о Синей Сабле» «Blue Saber Saga»                                         | Юдзи Ногучи     | Джейсон Смит               | 1 марта 2014     | 1,81                |
| 771     | 4          | «В союзе со львом» «A Lion's Alliance»                                            | Чарли Хэскелл   | Джим Перонто и Амира Лопез | 8 марта 2014     | 2,05                |
| 772     | 5          | «Подарок от Самурая» «Samurai Surprise»                                           | Юдзи Ногучи     | Джейсон Смит               | 15 марта 2014    | 2,24                |
| 773     | 6          | «Дух Тигра» «Spirit of the Tiger»                                                 | Юдзи Ногучи     | Сэмюэл П. МакЛин           | 22 марта 2014    | 1,72                |
| 774     | 7          | «Луч надежды, часть 1» «Silver Lining, Part I»                                    | Чарли Хэскелл   | Сет Уолтер                 | 5 апреля 2014    | 1,61                |
| 775     | 8          | «Луч надежды, часть 2» «Silver Lining, Part II»                                   | Чарли Хэскелл   | Джилл Доннеллан            | 12 апреля 2014   | 1,47                |
| 776     | 9          | «Сила Шестерых» «Power of Six»                                                    | Джеймс Барр     | Джейсон Смит               | 30 августа 2014  | 1,50                |
| 777     | 10         | «Идеальный шторм» «The Perfect Storm»                                             | Джонатан Тзачер | Джим Перонто               | 6 сентября 2014  | 1,52                |
| 778     | 11         | «Воздух дышит любовью» «Love Is in the Air»                                       | Джеймс Барр     | Джилл Доннеллан            | 13 сентября 2014 | 1,12                |
| 779     | 12         | «Вместе как один» «United as One»                                                 | Джеймс Барр     | Сет Уолтер                 | 27 сентября 2014 | 1,34                |
| 780     | 13         | «Взаимовыгодный обмен» «The Grass is Always Greener... or Bluer»                  | Чарли Хэскелл   | Дэвид Шнайдер              | 4 октября 2014   | 1,53                |
| 781     | 14         | «Дави на газ» «In the Driver's Seat»                                              | Чарли Хэскелл   | Сет Уолтер                 | 11 октября 2014  | 1,56                |
| 782     | 15         | «Да здравствует Принц Векар» «All Hail Prince Vekar»                              | Чарли Хэскелл   | Джейсон Смит               | 18 октября 2014  | 1,41                |
| 783     | 16         | «Врак вернулся, часть 1» «Vrak Is Back, Part I»                                   | Джеймс Барр     | Джеймс В. Бейтс            | 25 октября 2014  | 1,37                |
| 784     | 17         | «Врак вернулся, часть 2» «Vrak Is Back, Part II»                                  | Джеймс Барр     | Джеймс В. Бейтс            | 1 ноября 2014    | 1б59                |
| 785     | 18         | «Император Мавро» «Emperor Mavro»                                                 | Чарли Хэскелл   | Джилл Доннеллан            | 8 ноября 2014    | 1,10                |
| 786     | 19         | «Гнев» «The Wrath»                                                                | Чарли Хэскелл   | Сет Уолтер                 | 15 ноября 2014   | 1,76                |
| 787     | 20         | «Легендарная Битва» «Legendary Battle»                                            | Чарли Хэскелл   | Сет Уолтер                 | 22 ноября 2014   | 1,89                |
| СП      | СП         | «Легендарная Битва: Расширенное Издание» «The Legendary Battle: Extended Edition» | Чарли Хэскелл   | Сет Уолтер                 | 24 ноября 2014   | н/д                 |